# Dorcadion fuliginator
Dorcadion fuliginator  (лат.) — исчезающий вид жесткокрылых насекомых из семейства усачей. Распространён в Европе. Жуки не способны летать. Личинки питаются корнями травянистой растительности. Длина тела имаго 10—14 мм. Продолжительность развития одной особи 1 год.

## Подвиды
Известно 10 подвидов:
- Dorcadion fuliginator andianum Pic, 1917 — Испания;
- Dorcadion fuliginator fuliginator (Linnaeus, 1758) — Франция, Германия, Австрия, Швейцария, Бельгия, Нидерланды, Польша, Латвия;
- Dorcadion fuliginator loarrense Berger, 1997 — Испания;
- Dorcadion fuliginator meridionale Mulsant, 1839 — Франция и, возможно, Италия;
- Dorcadion fuliginator monticola Mulsant, 1853 — Франция;
- Dorcadion fuliginator navarricum Mulsant, 1853 — Португалия, Франция, Испания;
- Dorcadion fuliginator obesum Gautier, 1870 — Франция;
- Dorcadion fuliginator pyrenaeum Germar, 1839 — Франция, Испания;
- Dorcadion fuliginator striola Mulsant, 1863 — Португалия, Испания;
- Dorcadion fuliginator urgulli Breuning, 1976 — Франция.